# Rue Marcadet
De Rue Marcadet is een straat in het centrum van de Franse hoofdstad Parijs, gelegen aan de noordzijde van Montmartre.
Er bestaat enige discussie over de oorsprong van de naam, maar het is waarschijnlijk dat deze afgeleid is van de naam van een gehucht langs deze route dat bekendstond als La Mercade of La Marcadé, wat vermoedelijk op een marktplaats duidt. In de middeleeuwen maakte deze straat deel uit van de chemin des Bœufs ("Ossenweg") die naar Clichy-la-Garenne leidde. Het meest westelijk deel verbond de gemeenschappen Batignolles en Montmartre. De chemin des Bœufs is gedeeltelijk zichtbaar op een kaart van Parijs en omstreken uit 1672 (gemaakt door ene Jouvin de Rochefort) en is in zijn geheel afgebeeld op de kaart van Roussel uit 1730.
De rue Marcadet is bij de annexatie van 1859 bij de stad Parijs gekomen en toegevoegd aan het 18e arrondissement. Tot 1867 begon de rue Marcadet aan de rue de la Chapelle, waar deze verbonden was aan de rue Ricquet. Dit stuk maakt nu deel uit van de rue Ordener, alhoewel de brug over de sporen van het Gare du Nord nog steeds bekendstaat als de pont Marcadet. Aan het begin van de 20ste eeuw bevond zich hier ook een gelijknamige spoorweghalte. Aan de westkant is het gedeelte van de rue Marcadet dat zich in het 17e arrondissement bevindt (tussen de Avenue Saint Ouen en boulevard Bessières in 1890 omgedoopt tot rue de La Jonquière).

## Bereikbaarheid
Metro stations:
- Marcadet-Poisonniers en
- Guy Môquet